# كازاخستان الهندسية
شركة كازاخستان الهندسية (بالقازاقية: Қазақстан инжиниринг) (Qazaqstandyq injiniring) هو مجمع للصناعات الدفاعية أنشأته حكومة كازاخستان لتوحيد شركات صناعة الدفاع المملوكة للدولة في كازاخستان. يقع المقر الرئيسي لهذه المجموعة في نور سلطان.
تأسست الشركة الوطنية جيه أس سي "كازاخستان الهندسية" (هندسة كازاخستان) وفقًا للمرسوم الصادر عن حكومة جمهورية كازاخستان بتاريخ 13 مارس 2003 رقم 244 "بشأن بعض شئون المجمع الصناعي العسكري لجمهورية كازاخستان" من أجل لتحسين نظام إدارة المجمع الصناعي الدفاعي في البلاد، من خلال دمج شركات الصناعات الدفاعية والمصانع العسكرية التابعة لوزارة الدفاع بجمهورية كازاخستان في الشركة.
في أكتوبر 2006، تم تحويل الحصة الحكومية من أسهم الشركة (100%) لسداد رأس المال المصرح به لشركة سامروك القابضة جي أس سي.
في سبتمبر 2009، تم نقل حصة في الشركة إلى وزارة الصناعة والتجارة في جمهورية كازاخستان من أجل الثقة.
في يونيو 2010، ومن أجل تحسين نظام إدارة صناعة الدفاع في جمهورية كازاخستان، تم نقل حصة الشركة إلى وزارة الدفاع في جمهورية كازاخستان للثقة.
وفي ديسمبر 2016، تم نقل حصة في الشركة إلى وزارة الدفاع وصناعة الطيران في جمهورية كازاخستان لإدارتها الثقة.
وفقًا لمرسوم حكومة جمهورية كازاخستان بتاريخ 3 يوليو 2018 رقم 405 "بشأن بعض إصدارات الشركة المساهمة "الشركة الوطنية كازاخستان الهندسية"، تم نقل حصة أسهم الشركة إلى ملكية الدولة، والتي تم تكليفها بوزارة التنمية الرقمية والدفاع وصناعة الطيران في جمهورية كازاخستان.
وفقًا لمرسوم حكومة جمهورية كازاخستان بتاريخ 12 يوليو 2019 رقم 501 "بشأن تدابير تنفيذ مرسوم رئيس جمهورية كازاخستان بتاريخ 17 يونيو 2019 رقم 24" بشأن تدابير مواصلة التحسين نظام الإدارة العامة لجمهورية كازاخستان "، تم نقل الحق في امتلاك واستخدام حصة الدولة من أسهم الشركة إلى وزارة الصناعة وتطوير البنية التحتية في جمهورية كازاخستان.
يتم تنظيم التخطيط الاستراتيجي مع الأخذ في الاعتبار المهام التي تحددها الدولة للمجمع الصناعي العسكري، وكذلك مع الأخذ في الاعتبار وثائق تخطيط الدولة على مستوى أعلى، ولا سيما استراتيجية التنمية في كازاخستان، وخطة التنمية الوطنية لكازاخستان. جمهورية كازاخستان وغيرها من الوثائق الهامة. تم تحديد الاتجاهات الرئيسية للتطوير الاستراتيجي للشركة في خطة تطوير الشركة للفترة 2020-2029، والتي تمت الموافقة عليها بموجب مرسوم حكومة جمهورية كازاخستان بتاريخ 25 ديسمبر 2019 رقم 969.

## روابط خارجية
- الموقع الرسمي